# Lògica dinàmica (electrònica)
En el disseny de circuits integrats, la lògica dinàmica (o de vegades la lògica cronometrada) és una metodologia de disseny en circuits lògics combinacionals, particularment els implementats en tecnologia MOS (metall-òxid-semiconductor). Es distingeix de l'anomenada lògica estàtica per l'explotació de l'emmagatzematge temporal d'informació en capacitats perdudes i de porta. Va ser popular a la dècada de 1970 i ha vist un ressorgiment recent en el disseny d'electrònica digital d'alta velocitat, especialment les unitats centrals de processament (CPU). Els circuits lògics dinàmics solen ser més ràpids que els homòlegs estàtics i requereixen menys superfície, però són més difícils de dissenyar. La lògica dinàmica té una taxa mitjana de transicions de tensió més alta que la lògica estàtica, però les càrregues capacitives que es fan la transició són més petites, de manera que el consum d'energia global de la lògica dinàmica pot ser més gran o més baix depenent de diversos intercanvis. Quan es refereix a una família lògica particular, l'adjectiu dinàmic sol ser suficient per distingir la metodologia de disseny, per exemple, CMOS dinàmic o disseny SOI dinàmic.

Implementació lògica estàtica d'una porta CMOS NAND.

A més del seu ús de l'emmagatzematge d'estats dinàmics mitjançant voltatges en capacitats, la lògica dinàmica es distingeix de l'anomenada lògica estàtica, ja que la lògica dinàmica utilitza un senyal de rellotge en la seva implementació de la lògica combinacional. L'ús habitual d'un senyal de rellotge és sincronitzar transicions en circuits lògics seqüencials. Per a la majoria de les implementacions de la lògica combinacional, ni tan sols es necessita un senyal de rellotge. La terminologia estàtica/dinàmica utilitzada per referir-se als circuits combinatoris està relacionada amb l'ús dels mateixos adjectius que s'utilitzen per distingir els dispositius de memòria, per exemple, la RAM estàtica de la RAM dinàmica, ja que la RAM dinàmica emmagatzema l'estat de manera dinàmica com a voltatges a les capacitats, que s'han d'actualitzar periòdicament. . Però també hi ha diferències d'ús; el rellotge es pot aturar en la fase adequada en un sistema amb lògica dinàmica i emmagatzematge estàtic.

## Lògica estàtica versus dinàmica

Implementació lògica dinàmica de la mateixa funció lògica.

La diferència més gran entre la lògica estàtica i la dinàmica és que en la lògica dinàmica s'utilitza un senyal de rellotge per avaluar la lògica combinacional. En la majoria dels tipus de disseny lògic, anomenat lògica estàtica, sempre hi ha algun mecanisme per impulsar la sortida alta o baixa. En molts dels estils lògics populars, com ara TTL i CMOS tradicional, aquest principi es pot reformular com una declaració que sempre hi ha un camí de corrent continu de baixa impedància entre la sortida i la tensió d'alimentació o la terra. Com a nota al marge, hi ha, per descomptat, una excepció en aquesta definició en el cas de sortides d'alta impedància, com ara un buffer de tres estats; tanmateix, fins i tot en aquests casos, el circuit està pensat per ser utilitzat dins d'un sistema més gran on algun mecanisme conduirà la sortida, i no es qualifica de diferent de la lògica estàtica.
La lògica estàtica no té una velocitat de rellotge mínima: el rellotge es pot aturar indefinidament. Tot i que pot semblar que no fer res durant llargs períodes no és especialment útil, comporta tres avantatges:
- el fet de poder aturar un sistema en qualsevol moment fa que la depuració i les proves siguin molt més fàcils, permetent tècniques com ara el pas únic.
- ser capaç d'executar un sistema a velocitats de rellotge extremadament baixes permet que l'electrònica de baixa potència funcioni més temps amb una bateria determinada.
- un sistema totalment estàtic pot reprendre a l'instant exactament on es va quedar; una persona no ha d'esperar que el sistema s'iniciï o es reprendrà.